# Reinhardt Grossmann
Reinhardt Seigbert Grossmann (* 10. Januar 1931 in Berlin; † 2. Juli 2010 in Austin, Texas) war ein deutscher Philosoph, der sich vor allem mit Ontologie und dem Universalienproblem befasste.

## Leben
Nach Abschluss eines Studiums an der pädagogischen Hochschule wanderte Grossmann mit 19 Jahren in die USA aus, wo er ein Studium an der University of Iowa bei dem Psychologen Kurt Levin und dem Philosophen Gustav Bergmann aufnahm. Im Jahr 1958 erfolgte die Promotion. Bis 1962 lehrte Grossmann an der University of Illinois. Hieran anschließend ging er an die Indiana University, wo er bis zu seiner Emeritierung 1994 blieb. Die letzten Jahre seines Lebens verbrachte er in Austin in Texas, nach einem Schlaganfall 2001 in einer Pflegeeinrichtung.

## Philosophie
Vorrang im Denken Grossmanns haben ontologische Fragen. Dabei nimmt er in Hinblick auf die Universalien einen realistischen Standpunkt ein.
Gegenstand seines ersten Buches The structure of Mind, das Grossmann seinem Lehrer Gustav Bergmann widmet, sind mentale Akte und ihre Gegenstände, etwa die Frage, ob jemand, der an ein Einhorn denkt, auch in einer Relation zu einem Einhorn steht. Dahinter steht die Frage, ob nicht-existierende Objekte eine Realität haben können. Bejaht man die Frage, nimmt man eine realistische Position ein. Lehnt man hingegen die Auffassung ab, dass der Geist über die Grenzen seines eigenen Bewusstseins hinausgehen kann, nimmt man eine Position des Idealismus ein. Vor dem Hintergrund dieser Problemstellung einwickelt Grossmann eine eigne Ontologie, Erkenntnistheorie und Theorie des Bewusstseins. Kernthese ist, dass auch mentale Akte Dinge sind (S. 142). Wahrnehmungen sind für ihn mentale Akte und als solche stets propositional, d. h. die Intention eines mentalen Aktes wird durch einen deklarativen Satz ausgedrückt. Wahrnehmungen unterscheiden sich von Überzeugungen und Urteilen. Mentale Akte sind für Grossmann durch Erfahrung aus der Innenperspektive gegeben und können sich auf tatsächliche oder mögliche Sachverhalte beziehen. Er diskutiert seine Auffassungen vor dem Hintergrund von „Meinongs Idealismus“ und „Freges Konzeptualismus“.
In Ontological reduction vertritt Grossmann eine besonders strenge Form von Leibniz’ Satz der Identität (48-51), wonach Identität nur gegeben ist, wenn zwei Entitäten alle Eigenschaften und Relationen einschließlich der Intentionen und Möglichkeiten (modes) gemeinsam haben. Danach besteht noch nicht einmal Identität zwischen „Reinhard Grossmann“ und dem „Autor von Ontological reduction“ oder zwischen „2+2“ und „4“, weil die Überzeugungen in Hinblick auf die jeweiligen Entitäten unterschiedlich ausfallen können. Die Identität bezieht sich damit auf die deskriptive Bezeichnung (descriptive expression) einer Entität und nicht auf die Entität selbst. Auf dieser Grundlage diskutiert Grossmann, wie sich Relationen zwischen verschiedenen Tatsachen darstellen. Seine Frage ist, wie es neben Tatsachen wie Bäumen, Schmerzen oder Gedanken auch abstrakte Gegenstände wie Eigenschaften, Klassen, Verbindungen oder Zahlen geben kann (S. 3). Grossmanns Lösung ist, dass man in der Wahrnehmung Dinge unmittelbar erfasst. Wenn man drei rote Roben sieht, sieht man nicht die Roben, die Röte und die Zahl drei als Eigenschaften haben, sondern man sieht die Form der Roben, das Rote und die Zahl drei. Farben und Zahlen sind selbst wahrnehmbare Entitäten. Zahlen sind numerische Quantoren wie „alle“ und „einige“ allgemeine Quantoren sind (S. 102). Für Grossmann besteht keine Differenz zwischen logischen und faktischen Wahrheiten.
Das Buch The categorial structure of the world behandelt die grundlegenden Kategorien Individuen, Eigenschaften, Relationen, Klassen, Zahlen und Tatsachen. Grossmann diskutiert hier die Grundfrage der Ontologie nach der Natur des Seins und kommt zu dem Schluss, dass es keine besondere Weise oder Art des Seins gibt. Entsprechend sind Sein und Existenz gleichzusetzen. Individuen sind Einzeldinge (particulars) und keine Bündel von Eigenschaften. Eigenschaften sind Universalien und wesensmäßige (essential) Eigenschaften sind solche, die eine Entität gesetzmäßig hat. Dabei gibt es keine komplexen Eigenschaften. Relationen sind nicht reduzierbar auf ihre Grundlagen und Identität ist eine zweistellige Relation. Die Relation zwischen mentalen Akten und ihren Gegenständen (Intentionalität) ist zu unterscheiden von der auf einer Repräsentation beruhenden Relation zwischen Wörtern und Gegenständen. Grossmann nennt die Intentionalität der Bezüge mentaler Akte auf nicht-existierende Gegenstände „anormale“ Relationen ähnlich wie die Verbindung „oder“ zwischen Sachverhalten. Klassen können nicht mit Eigenschaften gleichgesetzt werden und unterscheiden sich von räumlichen Ganzheiten. Zahlen sind weder Vielfache, noch Eigenschaften, noch Klassen, sondern Quantoren und damit eigenständige Entitäten, die für Sachverhalte konstitutiv sind. Tatsachen sind nicht als wahre Aussagen aufzufassen, sondern als existierende Sachverhalte. Eine besondere Kategorie sind Strukturen, die für Grossmann aus Einzeldingen, Eigenschaften oder Relationen bestehen und durch eine besondere Relation gekennzeichnet sind. Strukturen sind Ganzheiten oder räumliche und sich verändernde Einzeldinge
Phenomenology and existentialism: an introduction ist eine kritische Auseinandersetzung mit Husserl, Heidegger und Sartre, deren Philosophie Grossmann vor dem Hintergrund vor allem von Descartes, Brentano und Kierkegaard zum Teil holzschnittartig diskutiert. In Hinblick auf Husserl thematisiert er den Gegensatz von Universalien und Einzeldingen in Bezug auf den Unterschied von Wahrnehmung und eidetischer Intuition. Bei Heidegger setzt er sich mit der Bedeutung des Begriffs des Seins auseinander und kritisiert verschiedene Begriffsunterscheidungen Heideggers. Zu Sartre analysiert Grossmann die Begriffe des Ich und des Nichts und diskutiert die Frage von Freiheit und Notwendigkeit.
Erkenntnistheoretisch versucht Grossmann in The fourth way: a theory of knowledge eine Position zu entwickeln, die eine Verbindung von Empirismus und Realismus ergibt. Dies betrachtet er als vierten Weg verglichen mit den in der Philosophiegeschichte bekannten Ansätzen der Kombination von Rationalismus und Realismus (Descartes), Empirismus und Idealismus (Berkeley) sowie Rationalismus und Idealismus (Kant). Tatsachen sind für Grossmann – ähnlich wie für David Armstrong – die Grundbausteine der Welt. Einzeldinge (individuals) und Eigenschaften (properties) existieren nur als Bausteine von Tatsachen. Hierbei setzt er sich mit der Theorie der Wahrnehmung auf der Grundlage von Intentionalität in Anknüpfung an Meinong und Brentano, der Frage nach dem Selbstbewusstsein und der mathematischen Erkenntnis auseinander. Themen sind dabei erste und zweite Qualitäten, Angst, Schmerz, Analytizität, Notwendigkeit oder die Natur von Zahlen.

## Schriften

### Bücher
- The structure of Mind. The University of Wisconsin Press, Madison 1965.
- Reflections on Frege's philosophy. Northwestern University Press, Evanston 1969.
- Ontological reduction. Indiana University Press, Bloomington 1973.
- Meinong. Routledge & Kegan Paul, London 1974.
- The categorial structure of the world. Indiana University Press, Bloomington 1983.
- Phenomenology and existentialism: an introduction. Routledge & Kegan Paul, London 1984.
- The fourth way: a theory of knowledge. Indiana University Press, Bloomington 1990.
- The existence of the world. An introduction to ontology. Routledge, New York-London 1992; deutsch: Die Existenz der Welt. Eine Einführung in die Ontologie, Ontos, Frankfurt 2004, ISBN 978-3-93720238-9

### Wichtige Aufsätze
- Conceptualism, in: The Review of Metaphysics, 14, (Dez. 1960), 243-254
- Frege's Ontology, in: The Philosophical Review,  70, (Jan., 1961),  23-40
- Non-Existant Objects. Recent Work on Brentano and Meinong, in: American Philosophical Quarterly 6 (Jan. 1969), 17-32
- Russells's Paradox and complex predicates, in: Noûs 6 (1972), 153-164
- Bergmann’s Ontology and the Principle of Aquaintance, in: The Ontological Turn, hrsg. von Moltke Stefanus Gram und Elmar D. Klenke, Iowa University Press, Iowa 1974, 89-113
- Nonexistent objects versus definite descriptions, in: Australasian Journal of Philosophy 62 (4/1984), 363-377
- Thoughts, objectives and States of Affairs, in: Grazer Philosophische Studien 49 (1995), 163-169